# 바사리 회랑

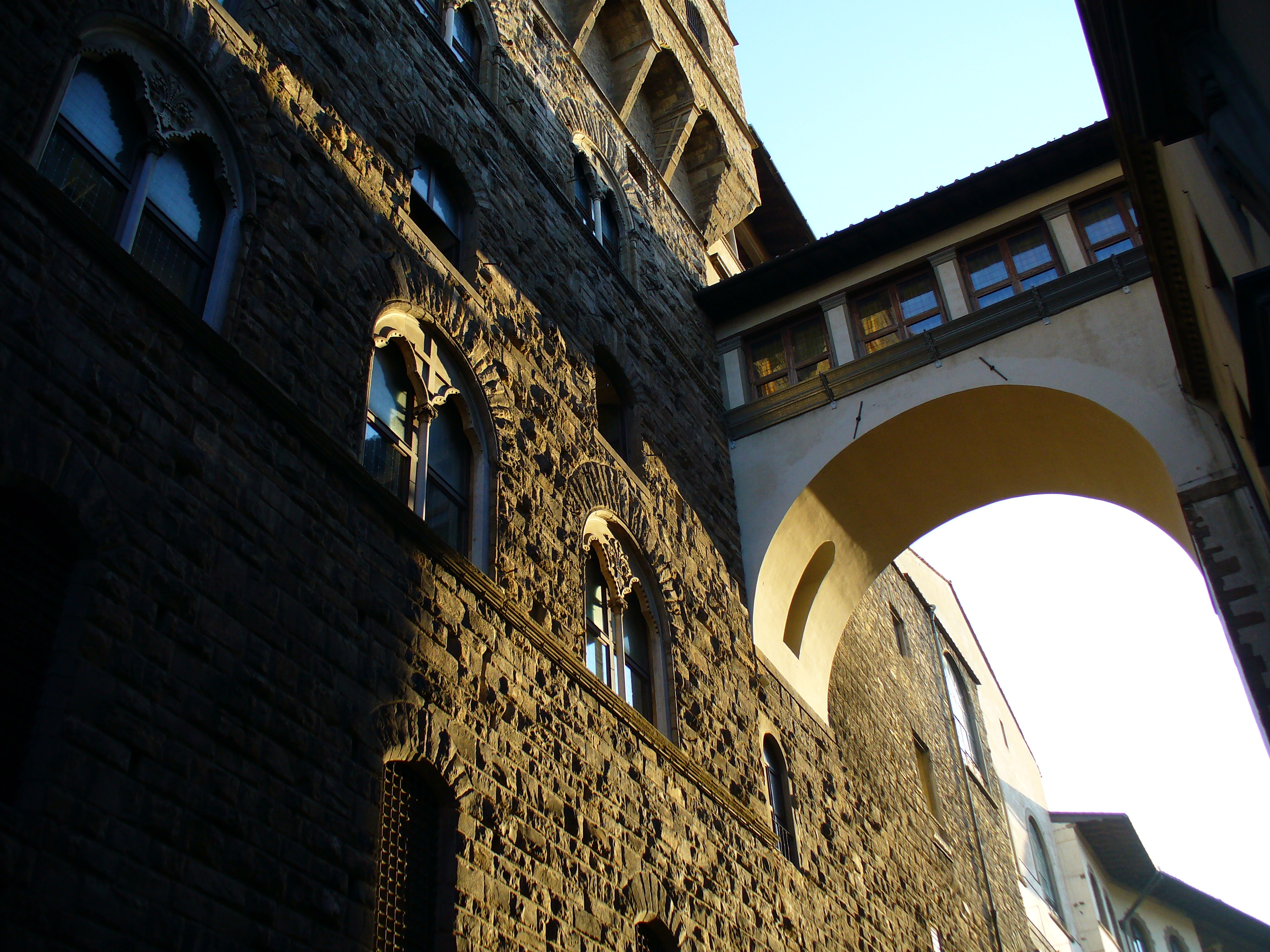
베키오 궁전과 우피치 미술관을 잇는 바사리 회랑의 교각

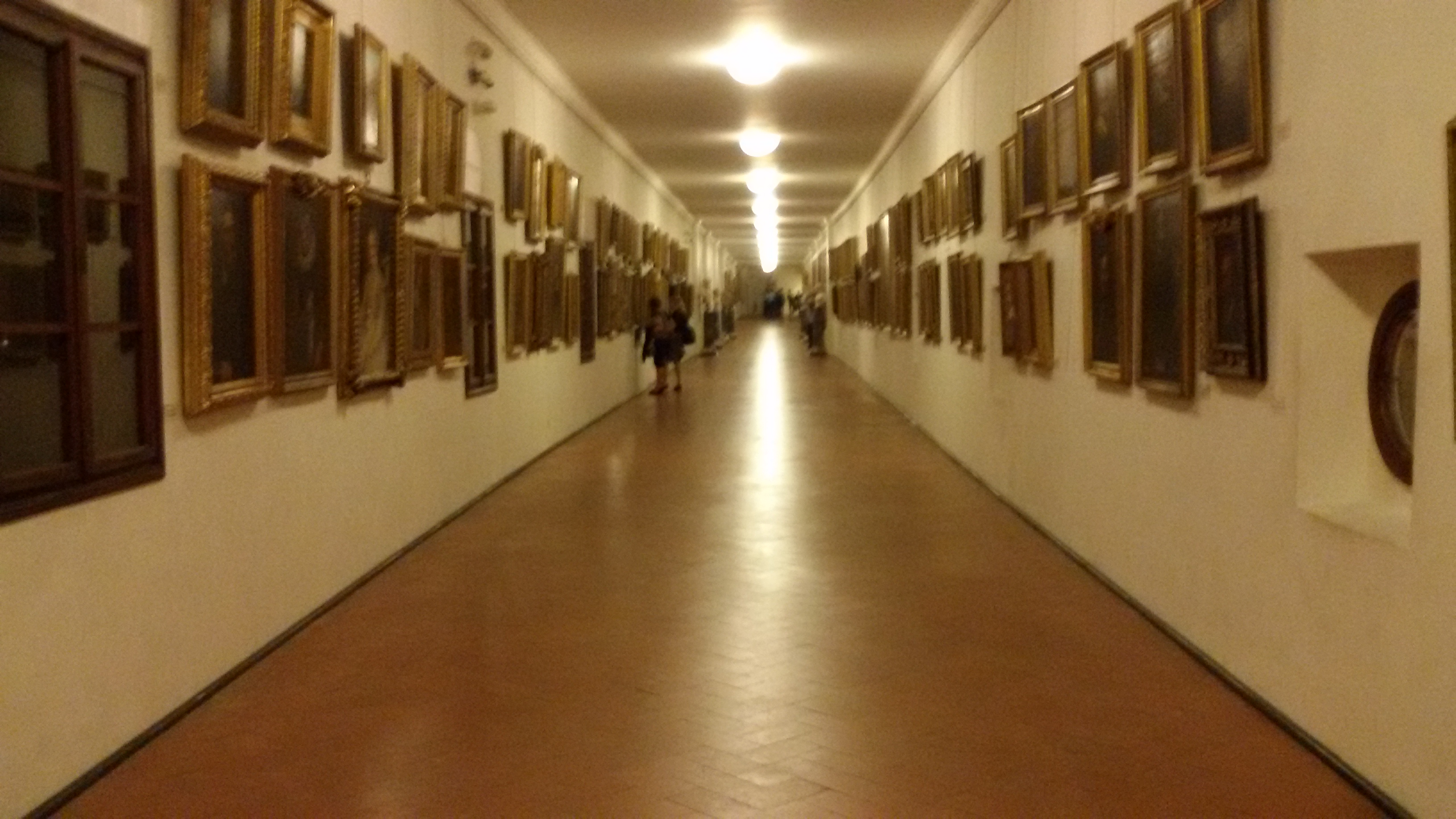
I우피치 미술관에서 피티궁으로 향하는 방향의 바사리 회랑 내부 모습

바사리 회랑(이탈리아어: Corridoio Vasariano)은 이탈리아 중부의 피렌체에 있는 고가 통로이며, 베키오 궁전과 피티 궁전을 연결한다. 베키오궁의 남쪽에서 시작되는 바사리 회랑은 우피치 미술관을 거치게 되는데 미술관의 남쪽에서 루가르노 데이 아르키부시에리(Lungarno dei Archibusieri)를 가로질러, 베키오 다리를 지날 때까지 아르노강의 북쪽 제방으로 이어진다. 건설 당시에, 이 건축물은 건물 지지대를 사용하여 만넬리 탑 주변으로 지어졌어야 했는데 만넬리 탑의 소유자들이 자신의 건축물이 이 회랑 때문에 변경되는 걸 거부했기 때문이었다. 바사리 회랑은 산타 펠리치타 교회의 파사드 일부를 가리고 있다. 그 다음에 통로가 좁아진 채로 올트라르노 지구의 주택들을 구비구비 통과하여 마침내 피티 궁전으로 이어지게 된다. 회랑의 전체 길이는 대략 1킬로미터 정도이다.
2016년에, 바사리 회랑은 안전 상의 이유로 폐쇄되었다가 11개월간의 보수를 거친 후 1993년 게오르조필리 거리 폭탄 테러 추모 행사와 함께 2022년 5월 27일 재개장하였다.

## 역사와 개요
바사리 회랑은 1565년 코시모 1세 데 메디치 공작의 의뢰로 조르조 바사리의 설계에 따라 다섯 달간 지어졌다. 이 건설 계획은 코시모의 아들인 프란체스코와 오스트리아의 요하나 간의 혼인과 관련된 것이었다. 사방이 둘러싸인 통로에 대한 생각은 이 시대의 대부분의 군주들처럼 공공장소에서 불안감을 느꼈고 특히나 그의 경우에는 피렌체 공화국을 무너트렸기 때문에 거처와 집무실 사이를 자유롭게 이동하고 싶어하던 대공의 바람에서 비롯했다. 베키오 다리의 정육 시장은 그 냄새가 다리로 올라오는 걸 피하기 위해 옮겨졌고, 그 자리를 금세공업자들의 가게들이 차지하였는데 이는 여전히 다리에 남아있다. 회랑의 끝 부분은 만넬리 가문의 반대에 부딪혀 만넬리 탑을 우회하여 통과하도록 지어졌다.
베키오 다리 한 가운데에 있는, 바사리 회랑은 산타 트리니타 다리 쪽의 아르노강을 마주하고 있는 연속된 파노라마 창들이 특징이다. 1939년에, 이 창들은 베니토 무솔리니의 지시로 본래 창들을 대체한 것들이다. 피렌체를 공식 방문한 아돌프 히틀러에게 아르노강의 전경을 선보이기 위해 크기가 더 큰 창들이 설치된 것이다.
베키오 다리가 끝나고, 회랑은 산타 펠리치타 교회의 로자 위로 지나간다. 이 교회에는 두툼한 철책으로 보호를 받고 교회의 내부가 들여다보이는 발코니가 있어 대공의 가문이 대중과 마주치지 않고 미사를 볼 수 있게 하였다.
우피치 부분에서, 바사리 회랑은 박물관에서 가장 유명한 화상들을 전시하는 데 사용되었다.
우피치의 입구와 가장 근접한 회랑 부분이 1993년 5월 27일 밤 시칠리아 마피아들이 일으킨 폭탄 테러로 막대한 피해를 입었다. 람베르테스카(Lambertesca) 거리와 게오르고필리 거리 사이에 있는 풀치 탑 옆에서 차량 폭탄이 터졌을 때, 우피치 미술관의 이 부분이 피해를 입은 영역에 있었고, 회랑의 일부 미술품들이 소실되었다. 어찌할 도리가 없이 피해를 입은 이 회화들 중에 일부는 복원되어 사건 이후에 원래의 위치로 돌아갔다.

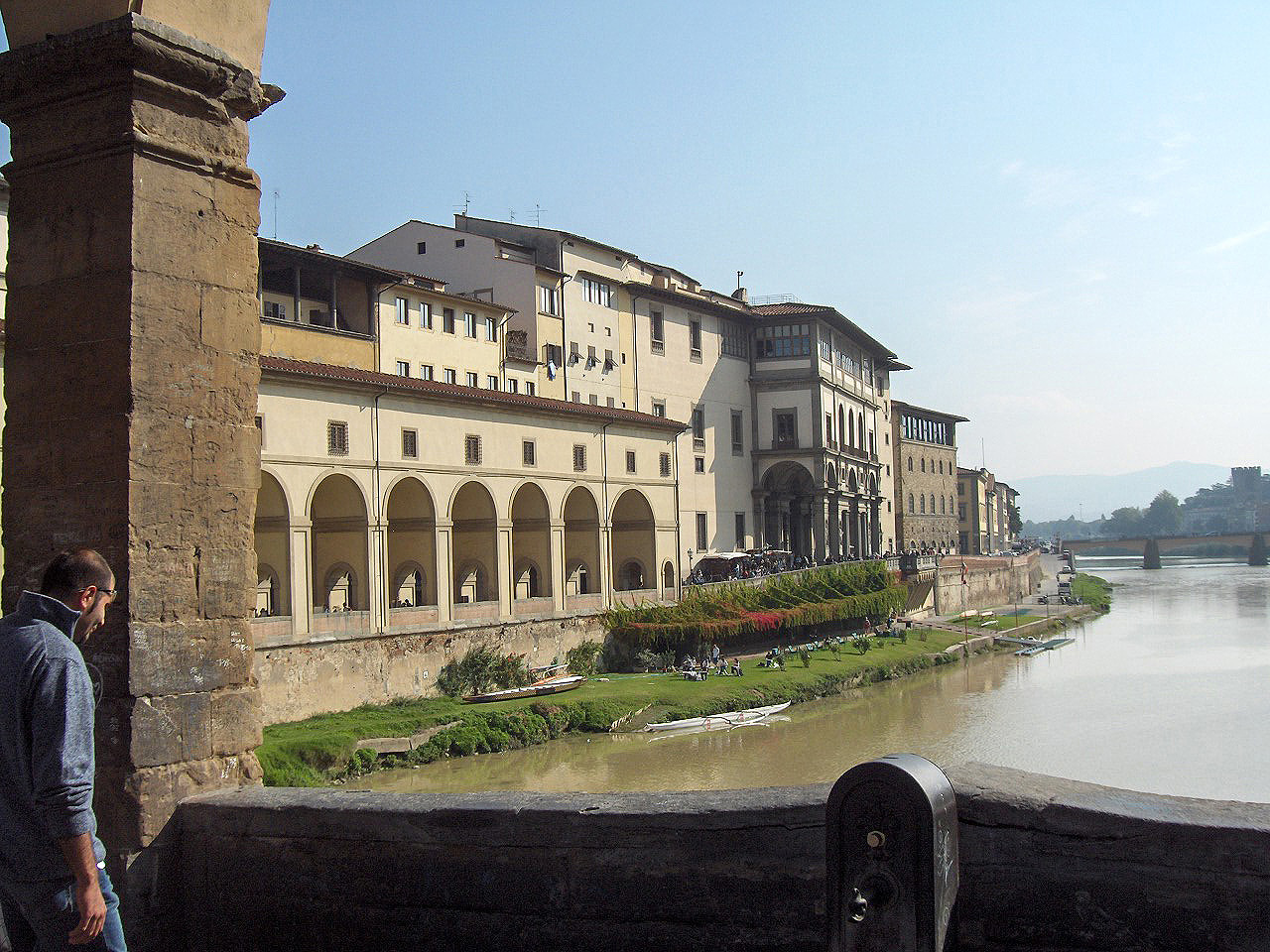
베키오 다리에서 본 회랑
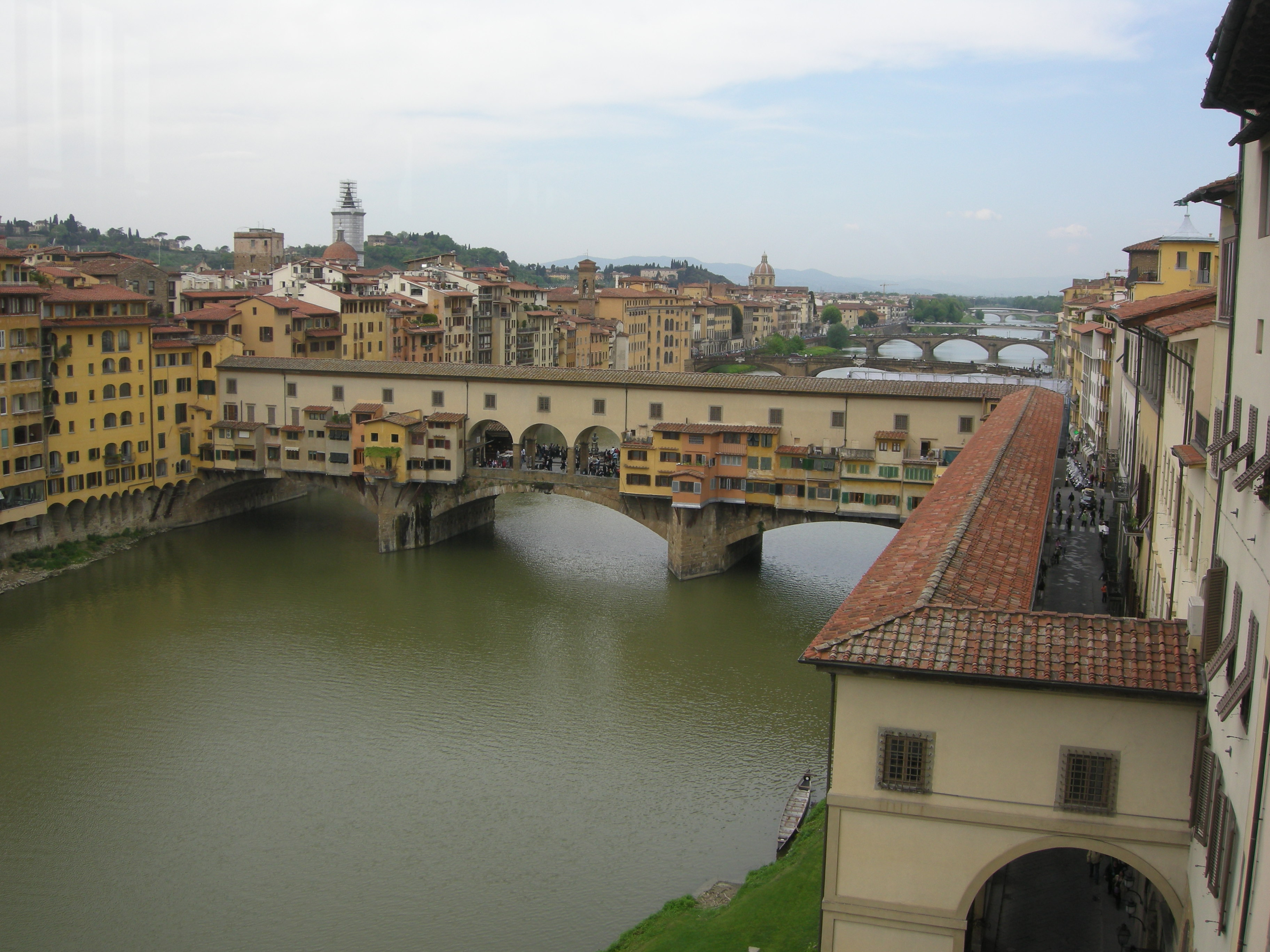
우피치 미술관(오른쪽)에서 베키오 다리를 가로질러 피티 궁전으로 이어진, 바사리의 타일 지붕으로 덮인 회랑
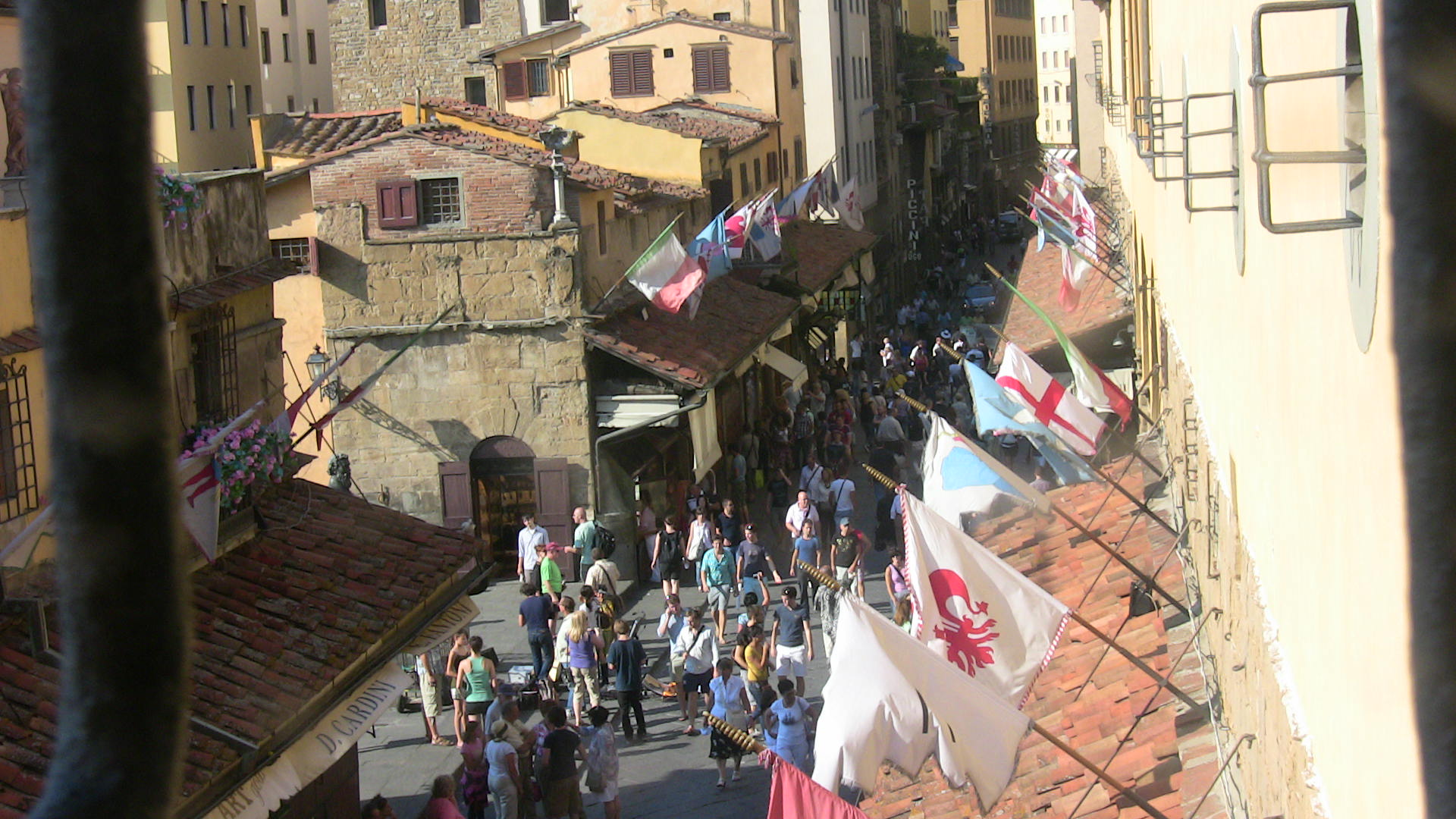
바사리 회랑에서 본 베키오 다리의 거리 광경